# Eurodistrict Saar-Moselle
Der Eurodistrict Saar-Moselle (Eigenschreibweise: Eurodistrict SaarMoselle) ist ein deutsch-französischer Zusammenschluss als Europäischer Verbund für territoriale Zusammenarbeit (EVTZ), der am 6. Mai 2010 in dem grenzübergreifenden Ballungsraum Saarbrücken-Forbach gegründet wurde. Hierbei sind neben dem Regionalverband Saarbrücken die französischen Gemeindeverbände Faulquemont, Forbach, Freyming-Merlebach, Saargemünd, St. Avold und Warndt zusammengeschlossen. Insgesamt umfasst der Verbund rund 170 Städte und Gemeinden. Ferner können noch der Saarpfalz-Kreis und der Gemeindeverband Bitscher Land als assoziierte Mitglieder des Distriktes hinzugezählt werden.
Ziel ist es, die Entwicklung dieser städtischen Region zu fördern, die durch die Grenze verursachten Hindernisse zu beseitigen und die Interessen der gesamten Region auf nationaler und europäischer Ebene zu vertreten.

## Entstehung
Die grenzüberschreitende Zusammenarbeit wurde bereits 1997 durch den Verein „Zukunft SaarMoselle Avenir“ initiiert, der Gemeinden und Gemeindeverbände aus dem Grenzgebiet zusammenschloss, um die beidseitige Zusammenarbeit zu strukturieren und weiter auszubauen.
Anlässlich des 40. Jahrestages des Élysée-Vertrages im Jahre 2003 haben die deutsche und die französische Regierung einen gemeinsamen Aufruf zur Schaffung von Eurodistrikten durchgeführt. Daraufhin wurde eine gemeinsame Erklärung zur Gründung eines „Eurodistricts Saarbrücken-Moselle Est“ 2004 durch über 600 politische Vertreter der grenzüberschreitenden Agglomeration unterzeichnet.
Zwischen 2005 und 2008 fanden Vorbereitungsarbeiten zur Gründung eines EVTZ statt. Der „EVTZ Eurodistrict SaarMoselle“ wurde am 6. Mai 2010 gegründet.

## Mitglieder
| Deutsche Seite              | Französische Seite       | Französische Seite          | Französische Seite      | Französische Seite                 | Französische Seite     | Französische Seite |
| --------------------------- | ------------------------ | --------------------------- | ----------------------- | ---------------------------------- | ---------------------- | ------------------ |
| Regionalverband Saarbrücken | Stadtverband Forbach     | Stadtverband Saargemünd     | Stadtverband St. Avold  | Gemeindeverband Freyming-Merlebach | Gemeindeverband Warndt |                    |
| Saarbrücken                 | Alsting                  | Bliesbruck                  | Altrippe                | Barst                              | Bisten-en-Lorraine     |                    |
| Friedrichsthal              | Behren-lès-Forbach       | Blies-Ébersing              | Altviller               | Béning-lès-Saint-Avold             | Creutzwald             |                    |
| Großrosseln                 | Bousbach                 | Blies-Guersviller           | Baronville              | Betting                            | Guerting               |                    |
| Heusweiler                  | Cocheren                 | Ernestviller                | Bérig-Vintrange         | Cappel                             | Ham-sous-Varsberg      |                    |
| Kleinblittersdorf           | Diebling                 | Frauenberg                  | Biding                  | Farébersviller                     | Varsberg               |                    |
| Püttlingen                  | Etzling                  | Grosbliederstroff           | Bistroff                | Freyming-Merlebach                 |                        |                    |
| Quierschied                 | Farschviller             | Grundviller                 | Boustroff               | Guenviller                         |                        |                    |
| Riegelsberg                 | Folkling                 | Guebenhouse                 | Brulange                | Henriville                         |                        |                    |
| Sulzbach                    | Forbach                  | Hambach                     | Carling                 | Hombourg-Haut                      |                        |                    |
| Völklingen                  | Kerbach                  | Hazembourg                  | Destry                  | Hoste                              |                        |                    |
|                             | Metzing                  | Hilsprich                   | Diesen                  | Seingbouse                         |                        |                    |
|                             | Morsbach                 | Holving                     | Diffembach-lès-Hellimer |                                    |                        |                    |
|                             | Nousseviller-Saint-Nabor | Hundling                    | Eincheville             |                                    |                        |                    |
|                             | Œting                    | Ippling                     | Erstroff                |                                    |                        |                    |
|                             | Petite-Rosselle          | Kalhausen                   | Folschviller            |                                    |                        |                    |
|                             | Rosbruck                 | Kappelkinger                | Frémestroff             |                                    |                        |                    |
|                             | Schœneck                 | Kirviller                   | Freybouse               |                                    |                        |                    |
|                             | Spicheren                | Le Val-de-Guéblange         | Gréning                 |                                    |                        |                    |
|                             | Stiring-Wendel           | Lixing-lès-Rouhling         | Grostenquin             |                                    |                        |                    |
|                             | Tenteling                | Loupershouse                | Guessling-Hémering      |                                    |                        |                    |
|                             | Théding                  | Nelling                     | Harprich                |                                    |                        |                    |
|                             |                          | Neufgrange                  | Hellimer                |                                    |                        |                    |
|                             |                          | Puttelange-aux-Lacs         | L’Hôpital               |                                    |                        |                    |
|                             |                          | Rémelfing                   | Lachambre               |                                    |                        |                    |
|                             |                          | Rémering-lès-Puttelange     | Landroff                |                                    |                        |                    |
|                             |                          | Richeling                   | Laning                  |                                    |                        |                    |
|                             |                          | Rouhling                    | Lelling                 |                                    |                        |                    |
|                             |                          | Saint-Jean-Rohrbach         | Leyviller               |                                    |                        |                    |
|                             |                          | Saaralben                   | Lixing-lès-Saint-Avold  |                                    |                        |                    |
|                             |                          | Saargemünd                  | Macheren                |                                    |                        |                    |
|                             |                          | Sarreinsming                | Maxstadt                |                                    |                        |                    |
|                             |                          | Siltzheim                   | Mörchingen              |                                    |                        |                    |
|                             |                          | Wiesviller                  | Petit-Tenquin           |                                    |                        |                    |
|                             |                          | Willerwald                  | Porcelette              |                                    |                        |                    |
|                             |                          | Wittring                    | Racrange                |                                    |                        |                    |
|                             |                          | Woelfling-lès-Sarreguemines | St. Avold               |                                    |                        |                    |
|                             |                          | Woustviller                 | Suisse                  |                                    |                        |                    |
|                             |                          | Zetting                     | Vahl-Ebersing           |                                    |                        |                    |
|                             |                          |                             | Vallerange              |                                    |                        |                    |
|                             |                          |                             | Valmont                 |                                    |                        |                    |
|                             |                          |                             | Viller                  |                                    |                        |                    |

Dazu gehören noch der Saarpfalz-Kreis und die Gemeindeverband Bitscher Land zu den assoziierten Mitgliedern des Eurodistricts.

## Aufgaben
Der EVTZ führt in den ihm durch seine Mitglieder übertragenen Zuständigkeitsbereichen grenzübergreifende Projekte durch. Seine vorrangigen Aufgaben sind demnach: gemeinsame Netzwerke zu gründen und zu unterstützen, bürgernahe Projekte fortzuführen und neue zu entwickeln sowie die Interessenvertretung des Eurodistricts zu übernehmen, um im Wettbewerb der Regionen Europas zu bestehen. Der EVTZ verbreitet Informationen über Kooperationsprojekte auf dem Gebiet seiner Mitglieder.
Zu den durchgeführten Projekten gehören:
- Im Bereich Tourismus und Freizeit: die Anlage mehrerer Wander- und 380 km Radwege Velo visavis;
- Im Bereich Verkehr: eine grenzüberschreitende Buslinie zwischen St. Avold und Saarbrücken (MS1);[6]
- Im Bereich Bildung wird durch die Schaffung eines deutsch-französischen Bachelorstudiengangs in Saargemünd die Zweisprachigkeit gefördert. Weitere Projekte befassen sich mit der frühkindlichen Förderung, um Kindern mindestens zwei Sprachen beizubringen.
- Im Bereich Forschung und Innovation: Der  „Territoire d’énergie Warndt-Val de Rosselle“ soll Innovationen bei Technologien für Vergärung, Biogas und der Herstellung von Wasserstoff unterstützen.

## Organe und Verwaltung
Der Präsident und der Vizepräsident werden von der Versammlung für zwei Jahre gewählt.